# О свойствах трав
«О свойствах трав», вернее — «О силах трав» (лат. De viribus herbarum), в некоторых изданиях «О достоинствах трав» (лат. De virtutibus herbarum) — средневековый медико-фармакологический трактат, написанный в стихах на латинском языке.

## Авторство и датировка
Собственно в тексте автор трактата назван Macer Floridus (Флоридус Макр), ради сходства имени с древнеримским дидактическим поэтом Эмилием Макром, которому трактат в дальнейшем долгое время и приписывался. В XV веке Джорджо Мерула заявил, что трактат написан в XI веке учёным доктором по имени Одо; в нескольких сохранившихся рукописях трактата этот Одо упоминается как Одо Магдунский (лат. Odo Magdunensis). Исследователи XVIII—XIX веков спорили, опираясь на словоупотребление автора, о том, жил ли он во Франции или в Южной Италии; постепенно возобладала первая из точек зрения, наиболее тщательно аргументированная немецким исследователем Максом Маницием. Как показал Маниций, автор трактата должен был получить образование в Орлеане или аббатстве Флёри; в связи с этим было предположено, что под Магдуном, родиной Одо, имелся в виду расположенный неподалёку от обоих этих центров город Мён-сюр-Луар (лат. Modunum, фр. Meung-sur-Loire), а сам автор во многих современных источниках называется Одо из Мёна (фр. Odo de Meung). Датировка трактата связана с тем, что его автор демонстрирует знакомство с трактатом Валафрида Страбона «О садоводстве» (написанном в IX веке, но получившем широкое распространение к началу XI века), тогда как первый последующий автор, ссылающийся на труд Одо из Мёна, — Сигеберт из Жамблу, умерший в 1112 году: таким образом, сам Одо должен был работать, скорее всего, на рубеже XI—XII веков.

## Содержание
Книга «О свойствах трав» представляет собой 77 небольших латинских стихотворений (в общей сложности 2756 строк, объём текста слегка варьирует в разных средневековых изданиях), каждое из которых посвящено описанию определённого лекарственного растения и способов его употребления в медицинских целях. Ещё 20 глав, подражающих оригиналу, представляют собой позднейшие добавки. Трактат написан гекзаметром, стиль его характеризуется как чисто инструктивный, сухой и бедный. Сведения, излагаемые автором трактата, в значительной степени почерпнуты в «Естественной истории» Плиния Старшего.

## Влияние
Считается, что труд Одо из Мёна в значительной степени был востребован авторами позднего Средневековья. Так, примерно две трети материала, изложенного в трактате «О свойствах трав», вошли в «Зерцало природное» Винсента из Бове, отсылки к трактату содержит поэма «О природе вещей» Александра Неккама, и ещё в XV веке Парацельс считал необходимым выступать с развёрнутой критикой и комментариями к этому труду.

## Издания
Первое известное издание трактата «О свойствах трав» появилось в 1477 г. в Неаполе, и на протяжении последующих полутора столетий трактат многократно переиздавался по всей Западной Европе. Затем труд Одо из Мёна был постепенно забыт, и возрождение интереса к нему связано с первым научным переизданием, которое осуществил в 1832 году Людвиг Шулан. Русский перевод трактата был выполнен Ю. Ф. Шульцем и впервые опубликован в 1976 году.